# Othresypna pela
Othresypna pela là một loài bướm đêm trong họ Noctuidae.